# Pilot Pen Tennis 2001
Pilot Pen Tennis 2001 — жіночий тенісний турнір, що проходив на відкритих кортах з твердим покриттям. Це був 19-й турнір Connecticut Open. Належав до турнірів 2-ї категорії в рамках Туру WTA 2001. Відбувся в Cullman-Heyman Tennis Center у Нью-Гейвені, США, з 19 серпня до 25 серпня 2001 року. Третя сіяна Вінус Вільямс  здобула титул в одиночному розряді, свій третій підряд на цьому турнірі, й отримала 90 тис. доларів США, а також 200 рейтингових очок.

## Фінальна частина

### Одиночний розряд
- Вінус Вільямс  —  Ліндсі Девенпорт 7–6(8–6), 6–4

### Парний розряд
- Кара Блек /  Олена Лиховцева —  Єлена Докич /  Надія Петрова 6–0, 3–6, 6–2